# Droga ekspresowa R5 (Słowacja)
Droga ekspresowa R5 (słow. rýchlostná cesta R5) – projektowana droga ekspresowa na Słowacji, łącznica projektowanej i częściowo budowanej autostrady D3 z granicą z Czechami. Po stronie czeskiej obecna droga krajowa I/11 na odcinku Mosty u Jablunkova – Czeski Cieszyn (D48) będzie zmodernizowana do klasy drogi ekspresowej (realizacja planowana do 2020 roku). Obie te drogi pokryją się z przebiegiem trasy europejskiej E75.